# 第二次マーリボル包囲戦
1532年のマーリボル包囲戦 （英語: Siege of Maribor） またはマールブルク包囲戦 （ドイツ語: Belagerung von Marburg）は、同年9月12日から9月21日にかけてマーリボル（現スロベニア）のハプスブルク帝国・シュタイアーマルク公国の城塞を、スレイマン1世や大宰相パルガル・イブラヒム・パシャ率いるオスマン帝国軍が包囲した戦い。クーセグ包囲戦に敗れウィーン遠征を諦めたオスマン軍が南方へ引き返す帰路にあったマーリボルを攻めたが、立てこもった現地の守備兵と市民が9日にわたる攻撃を耐え抜きオスマン軍を撤退させた。